# Tortura y abuso de prisioneros de Mala Rohan
La tortura y abuso de Mala Rohan fue un incidente durante la invasión rusa de Ucrania de 2022 que ocurrió en la aldea de Mala Rohan en el distrito de Járkov del óblast homónimo. Entre el 27 y el 28 de marzo de 2022, se publicaron una serie de vídeos en las redes sociales que mostraban a soldados ucranianos burlándose y torturando a los prisioneros de guerra rusos. Según la organización humanitaria internacional Human Rights Watch el 31 de marzo, el incidente, de confirmarse, calificaría como un crimen de guerra. El 13 de mayo, el diario francés Le Monde y analistas independientes verificaron el vídeo y confirmaron su autenticidad.

## Vídeo
En la mañana del 27 de marzo, se publicaron dos vídeos en Reddit y Twitter, y una versión más completa, de dos minutos más, apareció más tarde en YouTube. The Times informó que los vídeos habían sido promovidos por Maria Dubovikova del Consejo de Asuntos Internacionales de Rusia, pero su fuente original no está clara. Según CheckNews, el servicio de verificación de hechos de Libération, se publicaron otros vídeos que mostraban cómo los soldados de la unidad de fuerzas especiales Kraken, asociada con el Batallón Azov, que combatían cerca, tomaban prisioneros.
El vídeo muestra a cinco personas con uniformes militares tiradas en el suelo con las manos atadas y agujeros de bala en las piernas. Dos personas más son conducidas al patio en una camioneta y rápidamente les disparan en las piernas, junto con otro hombre que estaba parado cerca. Uno de los recién llegados también parece haber sido golpeado en la cabeza con la culata de un rifle. El interrogatorio de los prisioneros por parte de un hombre se escucha detrás de la cámara, así como una conversación en ruso sin acento extranjero, presumiblemente en un walkie-talkie.
Según las condiciones climáticas y la posición del sol, la BBC sugirió que el vídeo podría haber sido filmado temprano en el día 26 de marzo. France 24 sugiere que el vídeo podría haber sido filmado entre el 11 y el 27 de marzo, nuevamente en función de las condiciones climáticas. El investigador de datos abiertos Erich Auerbach informó que la acción tuvo lugar en una granja en el pueblo de Mala Rohan, 18 km (11 millas) al este del centro de Járkov. Esta geolocalización fue confirmada por Human Rights Watch y el Washington Post. Según declaraciones ucranianas, este pueblo fue liberado por las Fuerzas Armadas de Ucrania dos días antes de que aparecieran los primeros vídeos.
Los perpetradores en el vídeo usaban brazaletes azules, que Human Rights Watch señaló que generalmente usan las fuerzas ucranianas, mientras que todos excepto uno de los prisioneros de guerra (que usó uno rojo) tenían brazaletes blancos, ambos colores que usan las fuerzas rusas. Según Human Rights Watch, la afiliación de los perpetradores no está clara: están vestidos con varios uniformes, portan varias armas y tienen varios equipos sin insignias obvias. Nick Reynolds, un experto militar del Instituto Real Unido de Estudios de Defensa, dijo que un rifle de asalto en el vídeo se parecía a las armas camufladas utilizadas por las Fuerzas de Operaciones Especiales de Ucrania, pero es ligeramente diferente de cualquiera que haya visto anteriormente; también señaló que ambas partes en el conflicto usaron armas capturadas del otro lado.
Uno de los prisioneros de guerra rusos que se muestran en el vídeo ha sido identificado por su madre como Ivan Kudryavtsev, un soldado reclutado de 20 años del Óblast de Omsk. En el vídeo aparece herido y se desmaya mientras lo interrogan. El 29 de abril, el Ministerio de Defensa de Rusia confirmó que desapareció durante el servicio militar.

## Otro vídeo y reportajes
El 28 de marzo, Yuri Butusov, editor en jefe del sitio web ucraniano Censor.net, publicó un vídeo que mostraba una granja en Mala Rohan y los restos gravemente quemados de tres personas. Según Butosov, el vídeo fue filmado unas horas después de que terminaron los combates y los muertos vestían uniformes rusos. Human Rights Watch señala que en este vídeo, el área de la granja había sufrido explosiones y un incendio, que no estaba presente en el vídeo original.
También el 28 de marzo, periodistas de la Agence France-Presse visitaron Mala Rohan. Informaron que habían visto dos cadáveres de soldados rusos en la calle y dos en un pozo, y también citaron las palabras del ejército ucraniano sobre la captura de cinco prisioneros rusos, uno de los cuales recibió un disparo mientras intentaba escapar.
El 13 de mayo, reporteros de investigación del medio francés Le Monde publicaron un video en el que confirmaron geolocalizaciones e información sobre posibles sospechosos en los tiroteos que fueron reportados por primera vez por Erich Auerbach. En los vídeos filmados durante la batalla por Mala Rohan, están presentes miembros del batallón ucraniano Slobozhanshchyna, y uno de sus líderes, Andrey Yangolenko, aparece claramente en el mismo cuadro que los prisioneros que luego recibieron disparos en las rodillas.

## Reacciones

### De las autoridades ucranianas
El 27 de marzo, Valerii Zaluzhnyi, comandante en jefe de las Fuerzas Armadas de Ucrania, calificó el vídeo de montaje y acusó a Rusia de crearlo para desacreditar a las fuerzas ucranianas. También la defensora del pueblo de Ucrania para los derechos humanos, Lyudmyla Denisova, descartó las imágenes como falsas.
Más tarde ese día, Oleksiy Arestovych, asesor del jefe de la oficina del presidente de Ucrania, dijo que el trato ilegal de los prisioneros califica como un crimen de guerra y debe ser castigado. También afirmó que se realizará una investigación y se reiterará al personal de las fuerzas de defensa por la improcedencia de tales acciones.
Iryna Venediktova, Fiscal General de Ucrania, dijo que se llevarían a cabo investigaciones y procesamientos si las pruebas eran lo suficientemente sólidas.

### De las autoridades rusas
Dmitri Peskov, el secretario de prensa del presidente ruso, dijo que los vídeos contienen "imágenes monstruosas" y deben ser investigados por abogados.